# Тодоричи (Билеча)
Тодоричи (серб. Тодорићи / Todorići) — село в общине Билеча Республики Сербской Боснии и Герцеговины. В настоящее время село необитаемо.